# Capasa
Capasa är ett släkte av fjärilar. Capasa ingår i familjen mätare.

## Dottertaxa tillCapasa, i alfabetisk ordning[1]
- Capasa abstractaria
- Capasa affinis
- Capasa agalma
- Capasa albodecorata
- Capasa ancylotoxa
- Capasa annulata
- Capasa baenzigeri
- Capasa banakaria
- Capasa bebaea
- Capasa bifurcata
- Capasa binexata
- Capasa brachygenyx
- Capasa callopistes
- Capasa centraria
- Capasa chiarinii
- Capasa chlorophora
- Capasa chlorosticha
- Capasa chlorozonaria
- Capasa columbaris
- Capasa cryptopyrrhata
- Capasa cryptorhodata
- Capasa discoloraria
- Capasa euphyes
- Capasa eurynota
- Capasa festivaria
- Capasa flagrans
- Capasa flavifusata
- Capasa flexilinea
- Capasa formosensis
- Capasa galbulata
- Capasa glaucaria
- Capasa herois
- Capasa hiresia
- Capasa hyadaria
- Capasa hypopyrata
- Capasa ignivorata
- Capasa imbutaria
- Capasa incensata
- Capasa informis
- Capasa instabilata
- Capasa insularis
- Capasa insulata
- Capasa iris
- Capasa irrorata
- Capasa jasminaria
- Capasa korndorfferi
- Capasa languidata
- Capasa latentifascia
- Capasa lubricata
- Capasa lycoraria
- Capasa macarta
- Capasa maculifera
- Capasa manifesta
- Capasa martini
- Capasa miliaria
- Capasa mimaria
- Capasa mixticolor
- Capasa muscicolor
- Capasa nundata
- Capasa obliquaria
- Capasa obnubilata
- Capasa ocellata
- Capasa olivaceata
- Capasa pachiaria
- Capasa permeata
- Capasa plagicosta
- Capasa poecila
- Capasa poliostola
- Capasa praeaurata
- Capasa pratti
- Capasa prouti
- Capasa pseudoincensata
- Capasa pulchraria
- Capasa pyrrhophaeata
- Capasa pyrrhularia
- Capasa quadraria
- Capasa recensata
- Capasa rufescens
- Capasa ruptifascia
- Capasa saturataria
- Capasa schistacea
- Capasa spodographa
- Capasa sternaria
- Capasa subaurantiaca
- Capasa sublimbaria
- Capasa subrufa
- Capasa sulphurescens
- Capasa temperata
- Capasa tinctaria
- Capasa tortuosa
- Capasa turlini
- Capasa urania
- Capasa waterstradti
- Capasa venusa
- Capasa viridifascia
- Capasa viridimacularia
- Capasa wittei
- Capasa xerophylla
- Capasa zoota